# Station Nerem
Station Nerem is een voormalig spoorwegstation op een inmiddels opgebroken baanvak van spoorlijn 34 (Hasselt-Tongeren-Luik) in Nerem en was gelegen bij de oude chocoladefabriek bij Nerem. De naam van het station was oorspronkelijk Nederheim en werd in 1938 Neerem, vanaf 1949 gespeld als Nerem.
Het baanvak tussen Tongeren en Glaaien waarlangs het station gelegen was, werd in mei 1973 gesloten en vervangen door het hogergelegen parallel lopende baanvak van spoorlijn 24 dat in 1973 door een nieuwe spoorboog ter hoogte van Glaaien met de oude spoorlijn naar Luik werd verbonden en de nieuwe spoorlijn 34 werd. Spoorlijn 24 werd bij deze gelegenheid de benaming voor het baanvak vanaf de vertakking aan de nieuwe boog van Glaaien tot de Duitse grens bij Aken. Op het nieuwe, omgenummerde baanvak werd op dat moment de spoorweghalte Vreren-Nerem heropend ter vervanging van het gesloten station Nerem. Die spoorweghalte lag vlak bij de kerk van Nerem maar werd tevens naar het naburige Vreren genoemd om ze te onderscheiden van het station Nerem dat op een ander baanvak gelegen was.
Zowel Vreren als Nerem zijn nu deelgemeenten van de stad Tongeren.
0,0: Hasselt ·
3,7: Godsheide ·
7,2: Diepenbeek ·
15,0: Beverst ·
17,2: Bilzen ·
19,3: Hoeselt ·
22,1: Alt-Hoeselt ·
24,4: 's Herenelderen ·
27,7: Tongeren ·
31,5: Nerem ·
32,0: Vreren-Nerem ·
33,1: Glaaien ·
37,7: Villers-Juprelle ·
40,3: Liers ·
42,9: Milmort ·
43,9: Milmort-Charbonnage ·
45,4: La Préalle ·
46,2: Rue Charlemagne ·
48,0: Herstal ·
49,4: Jolivet ·
50,6: Luik-Vivegnis ·
51,6: Luik-Sint-Lambertus ·
53,0: Luik-Carré ·
54,8: Luik-Guillemins